# Nuri Şahin
Nuri Kazim Şahin (Lüdenscheid, 5 settembre 1988) è un allenatore di calcio ed ex calciatore turco, di ruolo centrocampista.

## Caratteristiche
Era in grado di muoversi bene in campo, lanciando in profondità i finalizzatori dell'azione; era molto elegante ma concreto in fase di copertura.
Nato come trequartista, è stato utilizzato da Jürgen Klopp come mediano davanti alla difesa nel 4-2-3-1.

## Carriera

### Calciatore

#### Club
Cresciuto calcisticamente nel RSV Meinerzhagen a 13 anni venne notato da alcuni osservatori del Borussia Dortmund che decisero di prelevarlo dalle giovanili della piccola squadra tedesca. Il 6 agosto 2005 è diventato il più giovane esordiente della storia della Bundesliga, primato detenuto fino al 21 novembre 2020 a seguito dell'esordio a 16 anni ed un giorno da parte di Youssoufa Moukoko, avendo disputato la sua prima partita nella massima divisione tedesca all'età di 16 anni e 335 giorni, quando van Marwijk - l'allora allenatore della squadra di Dortmund - decise di farlo esordire in massima serie nella partita giocata contro il Wolfsburg. Il 25 novembre seguente divenne il più giovane giocatore ad aver realizzato una rete in Bundesliga grazie al gol messo a segno contro il Norimberga, record mantenuto fino al 2020.
Nella stagione 2007-2008 viene girato in prestito al Feyenoord, club olandese dove ritrova l'allenatore Bert van Marwijk che lo aveva lanciato tra i professionisti. Con il club di Rotterdam trovò continuità di prestazioni coronando una stagione dove segnò 6 reti in 29 partite con la vittoria della KNVB beker ai danni del Roda JC.
Tornato a Dortmund dopo una partita giocata con il Borussia II, in cui segnò anche un gol, passa in pianta stabile in prima squadra, concludendo la stagione con due gol segnati in 25 partite, di cui 17 da titolare. Conta anche una presenza in Coppa UEFA nella partita giocata contro l'Udinese.
Nella stagione 2009-2010 si consacra definitivamente a livello nazionale, dimostrandosi uno dei giocatori chiave per il raggiungimento del quinto posto da parte della squadra di Dortmund, sia sul piano realizzativo che su quello di suggeritore, quattro gol e otto assist per 33 partite. Ha giocato tutte le partite stagionali, salvo Borussia Dortmund-Bayer Leverkusen saltata per diffida. È stato sostituito una sola volta in tutto l'arco della stagione per infortunio, nel resto delle partite ha sempre giocato per 90 minuti.
L'annata 2010-2011 vede l'esplosione a livello calcistico del Borussia Dortmund, nonostante la prematura eliminazione dall'Europa League Şahin non sfigura segnando due gol in 6 partite, mettendo anche a segno ben quattro assist. Vive la sua migliore stagione sul piano realizzativo segnando, tra le partite di andata e ritorno, ben due gol al club bavarese del Bayern Monaco, in occasione dell'ultimo incontro tra i due club ha inoltre indossato la fascia di capitano. Il 17 aprile 2011 si conclude in anticipo la sua grande stagione infortunandosi ai legamenti del ginocchio destro durante la gara di campionato vinta 3-0 contro il Friburgo. Viene sostituito al 28º del primo tempo da Antônio da Silva e dovrà stare fermo per 6 settimane.
Il 9 maggio 2011 il Real Madrid ufficializza l'acquisto del giocatore turco per circa 10 milioni di euro. Il centrocampista si lega contrattualmente al club merengue fino al 2017. L'inizio della stagione è travagliato per Şahin a causa di una distorsione al ginocchio sinistro riportata nel ritiro pre-campionato negli Stati Uniti che non gli permetterà di scendere in campo né in Supercoppa spagnola né nel debutto in Liga. Il 6 novembre 2011 nella partita di campionato contro l'Osasuna fa il suo esordio entrando in campo al 67º minuto, sostituendo Khedira. Esordisce in Champions League giocando titolare il 22 novembre 2011 contro la Dinamo Zagabria, la partita finirà 6-2 per gli spagnoli. Il 20 dicembre segna il suo primo gol nella partita finita 5-1 contro il Ponferradina nella Coppa del Re.
Il 25 agosto 2012 viene ufficializzato il suo passaggio in prestito al Liverpool. Il 2 settembre 2012 fa il suo debutto in Premier League nella sconfitta casalinga contro l'Arsenal per 2-0. Il 26 settembre, durante il terzo turno di Football League Cup realizza una doppietta decisiva nei confronti del West Bromwich (2-1 in favore dei Reds). Il 22 novembre in occasione di Liverpool-Young Boys di Europa League tocca le 200 presenze totali con i club.
L'11 gennaio 2013 il Borussia Dortmund ufficializza il suo ingaggio in prestito biennale con diritto di riscatto. Debutta il 19 gennaio 2013, nella vittoria esterna per 5-0 contro il Werder Brema, subentrando al posto di Kehl gli ultimi sei minuti della partita. Segna per la prima volta dal ritorno al Borussia Dortmund il 16 marzo 2013, realizzando la doppietta nella vittoria casalinga per 5-1 contro il Friburgo.
Inizia la stagione 2013-2014 vincendo la Supercoppa di Germania ai danni del Bayern Monaco per 4-2. Il suo primo gol stagionale lo realizza 26 ottobre 2013 sul campo dello Schalke 04 nella partita terminata 3-1 per i ragazzi di Jürgen Klopp. Il 25 gennaio 2014 in occasione della gara pareggiata per 2-2 contro l'Augsburg segna un bellissimo gol su punizione che vale il momentaneo 2-1 per i giallo-neri. Il 10 aprile 2014 il Borussia annuncia di aver riscattato il giocatore per 7 milioni di euro.
Il 31 agosto 2018 si trasferisce al Werder Brema, al prezzo di €1 milione. Esordisce il 16 settembre contro il Norimberga, ed il 10 novembre sigla la sua prima marcatura per i biancoverdi, a scapito del Mönchengladbach.
Il 19 agosto 2020 viene ingaggiato dai turchi dell'Antalyaspor, militante in Süper Lig, ottenendo la possibilità di disputare per la prima volta in carriera, un campionato della sua terra d'origine. Il 3 gennaio 2022 viene promosso ad allenatore-giocatore dopo l'esonero del tecnico Ersun Yanal.

#### Nazionale
Ai Mondiali giovanili ha trascinato la Germania nella semifinale del torneo, classificandosi in terza posizione come miglior calciatore del torneo, e nella seconda posizione nella classifica finale dei marcatori. La federazione calcistica tedesca tentò di naturalizzare tedesco Şahin, tuttavia le trattative non andarono a buon fine, infatti a prevalere fu la volontà del calciatore di giocare con la nazionale turca.
L'8 ottobre 2005, nel giorno del suo esordio in nazionale, è diventato il marcatore più giovane nella storia della Turchia, avendo realizzato, a soli 17 anni e 33 giorni, il gol del 2-0 nell'amichevole disputata ad Istanbul proprio contro la Germania. Il 24 maggio 2012 è tornato a segnare in Nazionale dopo quasi sette anni, siglando la rete del 2-0 nella vittoria per 3-1 contro la Georgia. Viene convocato per gli Europei 2016 in Francia, manifestazione in cui scende in campo in una sola occasione.

### Allenatore

#### Club
Il 3 gennaio 2022 decide di ritirarsi dal calcio giocato per dedicarsi completamente al ruolo di allenatore, accettando l'incarico offertogli dall'Antalyaspor.
Dopo aver guidato la squadra turca in tre campionati, di cui uno per intero che ha portato ad un settimo posto, il 1º gennaio 2024 lascia i biancorossi, venendo sostituito da Sergen Yalçın.
Nello stesso giorno del suo addio alla squadra turca, viene nominato vice allenatore del Borussia Dortmund, insieme a Sven Bender, entrando nello staff del tecnico Edin Terzić e firmando un contratto al 30 giugno 2025, valido a partire dal 1º gennaio 2024.
Il 14 giugno 2024, a seguito delle dimissioni di Terzić, diventa il nuovo tecnico dei gialloneri. Il 22 gennaio 2025, all'indomani della sconfitta per 2-1 in Champions League subita contro il Bologna, la quarta consecutiva da inizio anno, viene esonerato con la squadra decima in Bundesliga e quattordicesima in Champions.

## Statistiche

### Presenze e reti nei club
| Stagione                 | Squadra                  | Campionato               | Campionato | Campionato | Coppe nazionali | Coppe nazionali | Coppe nazionali | Coppe continentali | Coppe continentali | Coppe continentali | Altre coppe | Altre coppe | Altre coppe | Totale | Totale |
| Stagione                 | Squadra                  | Comp                     | Pres       | Reti       | Comp            | Pres            | Reti            | Comp               | Pres               | Reti               | Comp        | Pres        | Reti        | Pres   | Reti   |
| ------------------------ | ------------------------ | ------------------------ | ---------- | ---------- | --------------- | --------------- | --------------- | ------------------ | ------------------ | ------------------ | ----------- | ----------- | ----------- | ------ | ------ |
| 2005-2006                | Borussia Dortmund        | BL                       | 23         | 1          | CG              | 0               | 0               | Int                | 1                  | 0                  | -           | -           | -           | 24     | 1      |
| 2006-2007                | Borussia Dortmund        | BL                       | 24         | 0          | CG              | 1               | 0               | -                  | -                  | -                  | -           | -           | -           | 25     | 0      |
| 2007-2008                | Feyenoord                | ED                       | 29         | 6          | CO              | 5               | 0               | -                  | -                  | -                  | -           | -           | -           | 34     | 6      |
| 2008-2009                | Borussia Dortmund        | BL                       | 25         | 2          | CG              | 2               | 0               | UEL                | 1                  | 0                  | -           | -           | -           | 28     | 2      |
| 2009-2010                | Borussia Dortmund        | BL                       | 33         | 4          | CG              | 3               | 2               | -                  | -                  | -                  | -           | -           | -           | 36     | 6      |
| 2010-2011                | Borussia Dortmund        | BL                       | 30         | 6          | CG              | 2               | 0               | UEL                | 8                  | 2                  | -           | -           | -           | 40     | 8      |
| 2011-2012                | Real Madrid              | PD                       | 4          | 0          | CR              | 2               | 1               | UCL                | 4                  | 0                  | SS          | 0           | 0           | 10     | 1      |
| 2012-2013                | Liverpool                | PL                       | 7          | 1          | FACup+CdL       | 0+1             | 2               | UEL                | 4                  | 0                  | -           | -           | -           | 12     | 3      |
| 2012-2013                | Borussia Dortmund        | BL                       | 15         | 3          | CG              | 0               | 0               | UCL                | 3                  | 0                  | -           | -           | -           | 18     | 3      |
| 2013-2014                | Borussia Dortmund        | BL                       | 34         | 2          | CG              | 4               | 0               | UCL                | 9                  | 0                  | SG          | 1           | 0           | 48     | 2      |
| 2014-2015                | Borussia Dortmund        | BL                       | 7          | 1          | CG              | 0               | 0               | UCL                | 2                  | 0                  | SG          | 0           | 0           | 9      | 1      |
| 2015-2016                | Borussia Dortmund        | BL                       | 9          | 0          | CG              | 0               | 0               | UEL                | 3                  | 0                  | -           | -           | -           | 12     | 0      |
| 2016-2017                | Borussia Dortmund        | BL                       | 5          | 0          | CG              | 1               | 0               | UCL                | 3                  | 1                  | SG          | 0           | 0           | 9      | 1      |
| 2017-2018                | Borussia Dortmund        | BL                       | 18         | 2          | CG              | 2               | 0               | UCL+UEL            | 3+1                | 0                  | SG          | 1           | 0           | 20     | 2      |
| Totale Borussia Dortmund | Totale Borussia Dortmund | Totale Borussia Dortmund | 223        | 21         |                 | 15              | 2               |                    | 34                 | 3                  |             | 2           | 0           | 274    | 26     |
| 2018-2019                | Werder Brema             | BL                       | 20         | 1          | CG              | 3               | 0               | -                  | -                  | -                  | -           | -           | -           | 23     | 1      |
| 2019-2020                | Werder Brema             | BL                       | 16         | 0          | CG              | 1               | 0               | -                  | -                  | -                  | -           | -           | -           | 17     | 0      |
| Totale Werder Brema      | Totale Werder Brema      | Totale Werder Brema      | 36         | 1          |                 | 4               | 0               |                    | -                  | -                  |             | -           | -           | 40     | 1      |
| 2020-2021                | Antalyaspor              | SL                       | 36         | 0          | TK              | 6               | 0               | -                  | -                  | -                  | -           | -           | -           | 42     | 0      |
| 2021-2022                | Antalyaspor              | SL                       | 8          | 0          | TK              | -               | -               | -                  | -                  | -                  | -           | -           | -           | 8      | 0      |
| Totale Antalyaspor       | Totale Antalyaspor       | Totale Antalyaspor       | 44         | 0          |                 | 6               | 0               |                    | -                  | -                  |             | -           | -           | 50     | 0      |
| Totale carriera          | Totale carriera          | Totale carriera          | 343        | 29         |                 | 33              | 5               |                    | 42                 | 3                  |             | 2           | 0           | 420    | 37     |

### Presenze e reti in nazionale
| Cronologia completa delle presenze e delle reti in nazionale ― Turchia | Cronologia completa delle presenze e delle reti in nazionale ― Turchia | Cronologia completa delle presenze e delle reti in nazionale ― Turchia | Cronologia completa delle presenze e delle reti in nazionale ― Turchia | Cronologia completa delle presenze e delle reti in nazionale ― Turchia | Cronologia completa delle presenze e delle reti in nazionale ― Turchia | Cronologia completa delle presenze e delle reti in nazionale ― Turchia | Cronologia completa delle presenze e delle reti in nazionale ― Turchia |
| Data                                                                   | Città                                                                  | In casa                                                                | Risultato                                                              | Ospiti                                                                 | Competizione                                                           | Reti                                                                   | Note                                                                   |
| ---------------------------------------------------------------------- | ---------------------------------------------------------------------- | ---------------------------------------------------------------------- | ---------------------------------------------------------------------- | ---------------------------------------------------------------------- | ---------------------------------------------------------------------- | ---------------------------------------------------------------------- | ---------------------------------------------------------------------- |
| 8-10-2005                                                              | Istanbul                                                               | Turchia                                                                | 2 – 1                                                                  | Germania                                                               | Amichevole                                                             | 1                                                                      | 85’                                                                    |
| 1-3-2006                                                               | Smirne                                                                 | Turchia                                                                | 2 – 2                                                                  | Rep. Ceca                                                              | Amichevole                                                             | -                                                                      | 46’                                                                    |
| 24-5-2006                                                              | Genk                                                                   | Belgio                                                                 | 3 – 3                                                                  | Turchia                                                                | Amichevole                                                             | -                                                                      | 46’                                                                    |
| 26-5-2006                                                              | Bochum                                                                 | Turchia                                                                | 1 – 1                                                                  | Ghana                                                                  | Amichevole                                                             | -                                                                      | 65’                                                                    |
| 28-5-2006                                                              | Amburgo                                                                | Turchia                                                                | 1 – 1                                                                  | Estonia                                                                | Amichevole                                                             | -                                                                      | 46’                                                                    |
| 31-5-2006                                                              | Offenbach                                                              | Arabia Saudita                                                         | 0 – 1                                                                  | Turchia                                                                | Amichevole                                                             | -                                                                      | 81’                                                                    |
| 2-6-2006                                                               | Arnhem                                                                 | Angola                                                                 | 2 – 3                                                                  | Turchia                                                                | Amichevole                                                             | -                                                                      | 46’                                                                    |
| 4-6-2006                                                               | Krefeld                                                                | Turchia                                                                | 0 – 1                                                                  | Macedonia                                                              | Amichevole                                                             | -                                                                      | 78’                                                                    |
| 6-9-2006                                                               | Francoforte                                                            | Turchia                                                                | 2 – 0                                                                  | Malta                                                                  | Qual. Euro 2008                                                        | -                                                                      | 85’                                                                    |
| 15-11-2006                                                             | Bergamo                                                                | Italia                                                                 | 1 – 1                                                                  | Turchia                                                                | Amichevole                                                             | -                                                                      | 75’                                                                    |
| 5-6-2007                                                               | Dortmund                                                               | Turchia                                                                | 0 – 0                                                                  | Brasile                                                                | Amichevole                                                             | -                                                                      | 75’                                                                    |
| 20-8-2008                                                              | İzmit                                                                  | Turchia                                                                | 1 – 0                                                                  | Cile                                                                   | Amichevole                                                             | -                                                                      | 59’ 84’                                                                |
| 11-10-2008                                                             | Istanbul                                                               | Turchia                                                                | 2 – 1                                                                  | Bosnia ed Erzegovina                                                   | Qual. Mondiali 2010                                                    | -                                                                      | 39’                                                                    |
| 15-10-2008                                                             | Tallinn                                                                | Estonia                                                                | 0 – 0                                                                  | Turchia                                                                | Qual. Mondiali 2010                                                    | -                                                                      | 35’                                                                    |
| 19-11-2008                                                             | Vienna                                                                 | Austria                                                                | 2 – 4                                                                  | Turchia                                                                | Amichevole                                                             | -                                                                      | 80’                                                                    |
| 1-4-2009                                                               | Istanbul                                                               | Turchia                                                                | 1 – 2                                                                  | Spagna                                                                 | Qual. Mondiali 2010                                                    | -                                                                      | 88’                                                                    |
| 2-6-2009                                                               | Kayseri                                                                | Turchia                                                                | 2 – 0                                                                  | Azerbaigian                                                            | Amichevole                                                             | -                                                                      |                                                                        |
| 5-6-2009                                                               | Lione                                                                  | Francia                                                                | 1 – 0                                                                  | Turchia                                                                | Amichevole                                                             | -                                                                      |                                                                        |
| 12-8-2009                                                              | Kiev                                                                   | Ucraina                                                                | 0 – 3                                                                  | Turchia                                                                | Amichevole                                                             | -                                                                      | 58’ 82’                                                                |
| 10-10-2009                                                             | Bruxelles                                                              | Belgio                                                                 | 2 – 0                                                                  | Turchia                                                                | Qual. Mondiali 2010                                                    | -                                                                      |                                                                        |
| 3-3-2010                                                               | Istanbul                                                               | Turchia                                                                | 2 – 0                                                                  | Honduras                                                               | Amichevole                                                             | -                                                                      | 77’                                                                    |
| 26-5-2010                                                              | New Britain                                                            | Irlanda del Nord                                                       | 0 – 2                                                                  | Turchia                                                                | Amichevole                                                             | -                                                                      | 46’                                                                    |
| 11-8-2010                                                              | Istanbul                                                               | Turchia                                                                | 2 – 0                                                                  | Romania                                                                | Amichevole                                                             | -                                                                      | 46’                                                                    |
| 8-10-2010                                                              | Berlino                                                                | Germania                                                               | 3 – 0                                                                  | Turchia                                                                | Qual. Euro 2012                                                        | -                                                                      | 78’                                                                    |
| 17-11-2010                                                             | Amsterdam                                                              | Paesi Bassi                                                            | 1 – 0                                                                  | Turchia                                                                | Amichevole                                                             | -                                                                      |                                                                        |
| 29-3-2011                                                              | Istanbul                                                               | Turchia                                                                | 2 – 0                                                                  | Austria                                                                | Qual. Euro 2012                                                        | -                                                                      |                                                                        |
| 29-2-2012                                                              | Bursa                                                                  | Turchia                                                                | 1 – 2                                                                  | Slovacchia                                                             | Amichevole                                                             | -                                                                      | 86’                                                                    |
| 24-5-2012                                                              | Salisburgo                                                             | Georgia                                                                | 1 – 3                                                                  | Turchia                                                                | Amichevole                                                             | 1                                                                      | 57’                                                                    |
| 29-5-2012                                                              | Wals-Siezenheim                                                        | Bulgaria                                                               | 0 – 2                                                                  | Turchia                                                                | Amichevole                                                             | -                                                                      | 78’                                                                    |
| 2-6-2012                                                               | Lisbona                                                                | Portogallo                                                             | 1 – 3                                                                  | Turchia                                                                | Amichevole                                                             | -                                                                      | 72’                                                                    |
| 5-6-2012                                                               | Ingolstadt                                                             | Turchia                                                                | 2 – 0                                                                  | Ucraina                                                                | Amichevole                                                             | -                                                                      |                                                                        |
| 15-8-2012                                                              | Vienna                                                                 | Austria                                                                | 2 – 0                                                                  | Turchia                                                                | Amichevole                                                             | -                                                                      | 60’                                                                    |
| 7-9-2012                                                               | Amsterdam                                                              | Paesi Bassi                                                            | 2 – 0                                                                  | Turchia                                                                | Qual. Mondiali 2014                                                    | -                                                                      | 60’                                                                    |
| 11-9-2012                                                              | Istanbul                                                               | Turchia                                                                | 3 – 0                                                                  | Estonia                                                                | Qual. Mondiali 2014                                                    | -                                                                      | 82’                                                                    |
| 12-10-2012                                                             | Istanbul                                                               | Turchia                                                                | 0 – 1                                                                  | Romania                                                                | Qual. Mondiali 2014                                                    | -                                                                      | 81’                                                                    |
| 16-10-2012                                                             | Budapest                                                               | Ungheria                                                               | 3 – 1                                                                  | Turchia                                                                | Qual. Mondiali 2014                                                    | -                                                                      |                                                                        |
| 14-11-2012                                                             | Istanbul                                                               | Turchia                                                                | 1 – 1                                                                  | Danimarca                                                              | Amichevole                                                             | -                                                                      | 84’                                                                    |
| 6-2-2013                                                               | Manisa                                                                 | Turchia                                                                | 0 – 2                                                                  | Rep. Ceca                                                              | Amichevole                                                             | -                                                                      | 61’                                                                    |
| 22-3-2013                                                              | Andorra la Vella                                                       | Andorra                                                                | 0 – 2                                                                  | Turchia                                                                | Qual. Mondiali 2014                                                    | -                                                                      | 90+1’                                                                  |
| 26-3-2013                                                              | Istanbul                                                               | Turchia                                                                | 1 – 1                                                                  | Ungheria                                                               | Qual. Mondiali 2014                                                    | -                                                                      | 90’                                                                    |
| 28-5-2013                                                              | Duisburg                                                               | Lettonia                                                               | 3 – 3                                                                  | Turchia                                                                | Amichevole                                                             | -                                                                      | cap.                                                                   |
| 14-8-2013                                                              | Istanbul                                                               | Turchia                                                                | 2 – 2                                                                  | Ghana                                                                  | Amichevole                                                             | -                                                                      | 68’                                                                    |
| 6-9-2013                                                               | Kayseri                                                                | Turchia                                                                | 5 – 0                                                                  | Andorra                                                                | Qual. Mondiali 2014                                                    | -                                                                      | 65’                                                                    |
| 5-3-2014                                                               | Ankara                                                                 | Turchia                                                                | 2 – 1                                                                  | Svezia                                                                 | Amichevole                                                             | -                                                                      | 90+2’                                                                  |
| 25-5-2014                                                              | Dublino                                                                | Irlanda                                                                | 1 – 2                                                                  | Turchia                                                                | Amichevole                                                             | -                                                                      | cap. 84’                                                               |
| 1-6-2014                                                               | Harrison                                                               | Stati Uniti                                                            | 2 – 1                                                                  | Turchia                                                                | Amichevole                                                             | -                                                                      | cap. 70’                                                               |
| 29-3-2016                                                              | Vienna                                                                 | Austria                                                                | 1 – 2                                                                  | Turchia                                                                | Amichevole                                                             | -                                                                      | 86’                                                                    |
| 29-5-2016                                                              | Antalya                                                                | Turchia                                                                | 1 – 0                                                                  | Montenegro                                                             | Amichevole                                                             | -                                                                      | 58’                                                                    |
| 5-6-2016                                                               | Lubiana                                                                | Slovenia                                                               | 0 – 1                                                                  | Turchia                                                                | Amichevole                                                             | -                                                                      | 74’                                                                    |
| 17-6-2016                                                              | Nizza                                                                  | Spagna                                                                 | 3 – 0                                                                  | Turchia                                                                | Euro 2016 - 1º turno                                                   | -                                                                      | 46’                                                                    |
| 5-9-2017                                                               | Eskişehir                                                              | Turchia                                                                | 1 – 0                                                                  | Croazia                                                                | Qual. Mondiali 2018                                                    | -                                                                      | 87’                                                                    |
| 6-10-2017                                                              | Eskişehir                                                              | Turchia                                                                | 0 – 3                                                                  | Islanda                                                                | Qual. Mondiali 2018                                                    | -                                                                      | 46’                                                                    |
| Totale                                                                 |                                                                        | Presenze                                                               | 52                                                                     |                                                                        | Reti                                                                   | 2                                                                      |                                                                        |

### Statistiche da allenatore
Statistiche aggiornate al 21 gennaio 2025.
| Stagione           | Squadra            | Campionato         | Campionato | Campionato | Campionato | Campionato | Coppe nazionali | Coppe nazionali | Coppe nazionali | Coppe nazionali | Coppe nazionali | Coppe continentali | Coppe continentali | Coppe continentali | Coppe continentali | Coppe continentali | Altre coppe | Altre coppe | Altre coppe | Altre coppe | Altre coppe | Totale | Totale | Totale | Totale | % Vittorie | Piazzamento |
| Stagione           | Squadra            | Comp               | G          | V          | N          | P          | Comp            | G               | V               | N               | P               | Comp               | G                  | V                  | N                  | P                  | Comp        | G           | V           | N           | P           | G      | V      | N      | P      | %          | Piazzamento |
| ------------------ | ------------------ | ------------------ | ---------- | ---------- | ---------- | ---------- | --------------- | --------------- | --------------- | --------------- | --------------- | ------------------ | ------------------ | ------------------ | ------------------ | ------------------ | ----------- | ----------- | ----------- | ----------- | ----------- | ------ | ------ | ------ | ------ | ---------- | ----------- |
| ott. 2021-2022     | Antalyaspor        | SL                 | 30         | 14         | 9          | 7          | TK              | 5               | 4               | 0               | 1               | -                  | -                  | -                  | -                  | -                  | ST          | 1           | 0           | 0           | 1           | 36     | 18     | 9      | 9      | 50,00      | Sub. 7º     |
| 2022-2023          | Antalyaspor        | SL                 | 36         | 11         | 8          | 17         | TK              | 3               | 2               | 0               | 1               | -                  | -                  | -                  | -                  | -                  | -           | -           | -           | -           | -           | 39     | 13     | 8      | 18     | 33,33      | 13º         |
| lug.-dic. 2023     | Antalyaspor        | SL                 | 17         | 6          | 6          | 5          | TK              | 2               | 2               | 0               | 0               | -                  | -                  | -                  | -                  | -                  | -           | -           | -           | -           | -           | 19     | 8      | 6      | 5      | 42,11      | Dimiss.     |
| Totale Antalyaspor | Totale Antalyaspor | Totale Antalyaspor | 83         | 31         | 23         | 29         |                 | 10              | 8               | 0               | 2               |                    | -                  | -                  | -                  | -                  |             | 1           | 0           | 0           | 1           | 94     | 39     | 23     | 32     | 41,49      |             |
| 2024-gen. 2025     | Borussia Dortmund  | BL                 | 18         | 7          | 4          | 7          | CG              | 2               | 1               | 0               | 1               | UCL                | 7                  | 4                  | 0                  | 3                  | Cmc         | 0           | 0           | 0           | 0           | 27     | 12     | 4      | 11     | 44,44      | Eson.       |
| Totale carriera    | Totale carriera    | Totale carriera    | 101        | 38         | 27         | 36         |                 | 12              | 9               | 0               | 3               |                    | 7                  | 4                  | 0                  | 3                  |             | 1           | 0           | 0           | 1           | 121    | 51     | 27     | 43     | 42,15      |             |

## Palmarès
- Coppa olandese: 1

Feyenoord: 2007-2008
- Campionato tedesco: 1

Borussia Dortmund: 2010-2011
- Campionato spagnolo: 1

Real Madrid: 2011-2012
- Supercoppa tedesca: 2

Borussia Dortmund: 2013, 2014
- Coppa tedesca: 1

Borussia Dortmund: 2016-2017